# Шивки
Шивки́ — река на Дальнем Востоке России в Бикинском районе Хабаровского края.
Река берёт начало на северо-восточном склоне горы Лысая Сопка. Впадает в Уссури справа в 177 км от устья. Длина реки — 36 км, площадь водосборного бассейна — 226 км², общее падение реки 321 м, средний уклон 8,7 ‰. Ширина реки не превышает 5-10 м. Глубина реки изменяется от 0,2 до 1,9 м.
Сток реки Шивки в течение года распределён крайне неравномерно: почти 95 % годового объёма проходит в тёплый период. В летнее время часты паводки, вызываемые интенсивными продолжительными дождями.
Населённые пункты на реке: Бойцово и Лончаково (недалеко от устья). Возле села Бойцово река пересекает Транссиб и автотрассу «Уссури».